# Paróquia São José (São José do Goiabal)
A Paróquia São José é uma circunscrição eclesiástica católica brasileira sediada no município de São José do Goiabal, no interior do estado de Minas Gerais. Faz parte da Diocese de Itabira-Fabriciano, estando situada na Região Pastoral II. Foi criada em 12 de dezembro de 1950.